# Puerto Mubarak Al Kabeer
El Puerto Mubarak Al Kabeer (en árabe: ميناء مبارك الكبير) es un proyecto en construcción en la isla más grande de la cadena de islas de la costa de Kuwait, la isla de Bubiyan. El puerto está destinado a sobresalir en el Golfo Pérsico. El puerto está programado para ser realizado y estar completamente operativo en 2016. 
El puerto causó un alboroto en el vecino Irak. Una investigación llevada a cabo por un economista iraquí, Riad Jawad, afirma que proyecta un 60 por ciento de disminución en el tráfico de Umm Qasr y cuestionó la viabilidad del nuevo puerto. Otro experto de puertos iraquí, Faleh Kadhim, dijo que los planes portuarios kuwaitíes se producen en reacción a los intentos de Irak para competir con la ruta del Mar Rojo que utiliza actualmente la mayoría de las mercancías que viajan desde el este de Asia a Europa, Medio oriente y África del Norte, a través de la construcción del Puerto de Al Faw Grand Port, junto con un nuevo sistema de tren.